# Saison 2024 de Super Rugby
Navigation
Super Rugby 2023 Super Rugby 2025
La saison 2024 de Super Rugby est la vingt-neuvième édition de cette compétition de rugby à XV. Elle est disputée par douze franchises, cinq d'Australie, six de Nouvelle-Zélande et une des Fidji. La saison se déroule du 23 février 2024 au 22 juin 2024.
Les tenants du titre sont les Crusaders depuis la saison 2017.
À l'issue de la saison, les Blues remportent leur quatrième trophée, leur premier depuis 2003, en battant les Chiefs 41 à 10 en finale.

## Contexte
Les champions en titre sont les Crusaders après leur victoire 25 à 20 en finale contre les Chiefs lors de la saison 2023. Ils sont sur une série de sept titres consécutifs dans le Super Rugby depuis 2017 (remportant en 2020 et 2021 le Super Rugby Aotearoa).
Fin janvier 2024, il est annoncé que la franchise australienne des Melbourne Rebels est placé sous administration à cause d'une dette de plus de 5 millions d'euros. De ce fait, la fédération australienne annonce injecter 500000 dollars australien pour assurer les salaires des joueurs, joueuses et de l'encadrement de la franchise pour cette saison mais celle-ci n'est pas assurée de disputer d'autres saisons après 2024,.
Au mois de mai suivant, les Melbourne Rebels sont finalement exclus du Super Rugby dès l'issue de la saison en cours.

## Organisation

### Format
La compétition se déroule, comme en 2022 et 2023, en une seule phase de poule, unique aux douze franchises. La saison régulière se déroule sur quinze journées, comptant quatorze matchs par équipe, avant des phases finales se faisant affronter les huit premiers du classement. L'équipe la mieux classée recevant alors systématiquement,.
La saison est censée se dérouler entre le 23 février et le 22 juin,.
Lors de la saison, les Moana Pasifika continuent de jouer à Auckland, sauf pour une rencontre où ils vont jouer pour la première fois aux Tonga, dans la capitale Nukuʻalofa, au Teufaiva Sport Stadium contre les Highlanders. C'est également le premier match de l'histoire du Super Rugby à se jouer aux Tonga.
Pour la deuxième journée, le Super Round est mis en place une nouvelle fois, cela consiste à disputer les six rencontres de cette journée dans le même stade, l'AAMI Park de Melbourne pour la seconde année d'affilée, entre le 1er et le 3 mars,.

### Nouvelles règles
Le 13 février, l'organisateur de la compétition annonce mettre en place de nouvelles règles pour réduire les échanges de coups de pied afin de promouvoir le jeu à la main. Ces nouvelles règles sont mises en place pour contrer la « loi Dupont », une faille exploitée régulièrement par le demi de mêlée français Antoine Dupont, qui permet aux joueurs devant un joueur tapant le ballon au pied d'être remis en jeu lorsque le receveur du coup de pied a avancé de cinq mètres ballon en main ou passé le ballon à un coéquipier. De ce fait, pour contrer cela, le Super Rugby empêche désormais cette règle en obligeant le botteur, ou un coéquipier parti derrière le botteur lors de son coup de pied, à remettre ses coéquipiers en jeu en avançant après avoir tapé son coup de pied.

### Pré-saison
Lors de la pré-saison, les équipes jouent des matchs de préparation à partir du 2 février 2024,,,,,.

## Franchises participantes
La compétition oppose douze franchises issues d'Australie, de Nouvelle-Zélande et des Fidji. Chaque franchise représente une aire géographique.
| Nom              | Pays             | Ville        | Stade                           | Entraîneur            | Capitaine                            |
| ---------------- | ---------------- | ------------ | ------------------------------- | --------------------- | ------------------------------------ |
| Blues            | Nouvelle-Zélande | Auckland     | Eden Park                       | Vern Cotter           | Patrick Tuipulotu et Dalton Papali'i |
| Brumbies         | Australie        | Canberra     | Canberra Stadium                | Stephen Larkham       | Allan Alaalatoa                      |
| Chiefs           | Nouvelle-Zélande | Hamilton     | Waikato Stadium                 | Clayton McMillan (en) | Luke Jacobson                        |
| Crusaders        | Nouvelle-Zélande | Christchurch | Rugby League Park               | Rob Penney (en)       | Scott Barrett                        |
| Fijian Drua      | Fidji            | Lautoka Suva | Churchill Park HFC Bank Stadium | Mick Byrne (en)       | Meli Derenalagi                      |
| Highlanders      | Nouvelle-Zélande | Dunedin      | Forsyth Barr Stadium            | Clarke Dermody        | Billy Harmon (en)                    |
| Hurricanes       | Nouvelle-Zélande | Wellington   | Westpac Stadium                 | Clark Laidlaw (en)    | Brad Shields                         |
| Melbourne Rebels | Australie        | Melbourne    | AAMI Park                       | Kevin Foote (en)      | Rob Leota                            |
| Moana Pasifika   | Nouvelle-Zélande | Auckland     | Mount Smart Stadium             | Tana Umaga            | James Lay                            |
| Queensland Reds  | Australie        | Brisbane     | Suncorp Stadium                 | Les Kiss (en)         | Tate McDermott et Liam Wright        |
| Waratahs         | Australie        | Sydney       | Sydney Football Stadium         | Darren Coleman (en)   | Jake Gordon                          |
| Western Force    | Australie        | Perth        | Perth Oval                      | Simon Cron (en)       | Jeremy Williams (en)                 |

## La compétition

### Classement phase régulière
À l'issue de la phase régulière, les Hurricanes terminent en tête du classement devant les Blues, les Brumbies et les Chiefs qui jouent donc leur quart de finale à domicile. Les Queensland Reds, les Highlanders, les Fijian Drua et les Melbourne Rebels sont les quatre autres équipes qualifiées pour les phases finales. De plus, les Crusaders, vainqueurs de la compétition depuis 2017, ne parviennent pas à se qualifier et échouent à deux points de la dernière place qualificative,.
| Rang | Franchise        | J  | V  | N | D  | Bo | Bd | Pm  | Pe  | Diff | Pts |
| ---- | ---------------- | -- | -- | - | -- | -- | -- | --- | --- | ---- | --- |
| 1    | Hurricanes       | 14 | 12 | 0 | 2  | 7  | 1  | 480 | 281 | +199 | 56  |
| 2    | Blues            | 14 | 12 | 0 | 2  | 6  | 1  | 488 | 233 | +255 | 55  |
| 3    | Brumbies         | 14 | 12 | 0 | 2  | 4  | 0  | 410 | 311 | +99  | 52  |
| 4    | Chiefs           | 14 | 9  | 0 | 5  | 5  | 2  | 486 | 311 | +175 | 43  |
| 5    | Queensland Reds  | 14 | 8  | 0 | 6  | 4  | 4  | 444 | 340 | +104 | 40  |
| 6    | Highlanders      | 14 | 6  | 0 | 8  | 2  | 2  | 305 | 402 | -97  | 28  |
| 7    | Fijian Drua      | 14 | 6  | 0 | 8  | 1  | 1  | 325 | 427 | -102 | 26  |
| 8    | Melbourne Rebels | 14 | 5  | 0 | 9  | 4  | 2  | 341 | 488 | -147 | 26  |
| 9    | Crusaders        | 14 | 4  | 0 | 10 | 2  | 6  | 363 | 369 | -6   | 24  |
| 10   | Western Force    | 14 | 4  | 0 | 10 | 1  | 3  | 294 | 426 | -132 | 20  |
| 11   | Moana Pasifika   | 14 | 4  | 0 | 10 | 0  | 2  | 265 | 485 | -220 | 18  |
| 12   | Waratahs         | 14 | 2  | 0 | 12 | 0  | 5  | 306 | 434 | -128 | 13  |

Attribution des points : victoire : 4, match nul : 2, défaite : 0 ; plus les bonus (offensif : 3 essais de plus que l'adversaire ; défensif : défaite par 7 points d'écart ou moins).

### Résultats détaillés
Les points marqués par chaque équipe sont inscrits dans les colonnes centrales (3-4) alors que les essais marqués sont donnés dans les colonnes latérales (1-6). Les points de bonus sont symbolisés par une bordure bleue pour les bonus offensifs (trois essais de plus que l'adversaire), orange pour les bonus défensifs (défaite par moins de sept points d'écart), rouge si les deux bonus sont cumulés.
Dans le tableau suivant, le calendrier des rencontres de la saison, :

### Phase finale
Pour la phase finale, les qualifiés sont les Hurricanes, les Blues, les Brumbies et les Chiefs qui jouent leur quart de finale à domicile et les Queensland Reds, les Highlanders, les Fijian Drua et les Melbourne Rebels qui se déplacent pour cette première manche de la phase finale. Les Hurricanes reçoivent les Melbourne Rebels, les Blues jouent contre les Fijian Drua, tandis que les Brumbies affrontent les Highlanders et les Chiefs reçoivent les Queensland Reds,.
En quarts de finale, les Chiefs battent les Queensland Reds 43 à 21, les Hurricanes s'imposent 47 à 20 contre les Melbourne Rebels, tandis que les Blues dominent largement les Fijian Drua 36 à 5 et les Brumbies remportent leur match 32 à 16.
Les demi-finales opposent les Blues aux Brumbies et les Hurricanes aux Chiefs. Les Blues valident leur qualification ainsi qu'une finale à domicile en s'imposant 34 à 20 et les Chiefs parviennent à gagner sur le terrain des Hurricanes 30 à 19 pour se qualifier en finale,.
|  | Quarts de finale    | Quarts de finale    |            |    | Demi-finales         | Demi-finales         |  |  | Finale             | Finale             |
|  | Quarts de finale    | Quarts de finale    |            |    | Demi-finales         | Demi-finales         |  |  | Finale             | Finale             |
|  |                     |                     |            |    |                      |                      |  |  |                    |                    |
|  | 8 juin - Wellington | 8 juin - Wellington |            |    | 15 juin - Wellington | 15 juin - Wellington |  |  | 22 juin - Auckland | 22 juin - Auckland |
|  | 8 juin - Wellington | 8 juin - Wellington |            |    | 15 juin - Wellington | 15 juin - Wellington |  |  | 22 juin - Auckland | 22 juin - Auckland |
|  | Hurricanes          | 47                  |            |    | 15 juin - Wellington | 15 juin - Wellington |  |  | 22 juin - Auckland | 22 juin - Auckland |
|  | Hurricanes          | 47                  |            |    | 15 juin - Wellington | 15 juin - Wellington |  |  | 22 juin - Auckland | 22 juin - Auckland |
|  | Melbourne Rebels    | 20                  |            |    | 15 juin - Wellington | 15 juin - Wellington |  |  | 22 juin - Auckland | 22 juin - Auckland |
|  | Melbourne Rebels    | 20                  | Hurricanes | 19 |                      |                      |  |  | 22 juin - Auckland | 22 juin - Auckland |
|  | 7 juin - Hamilton   |                     | Hurricanes | 19 |                      |                      |  |  | 22 juin - Auckland | 22 juin - Auckland |
|  |                     | Chiefs              | 30         |    |                      |                      |  |  | 22 juin - Auckland | 22 juin - Auckland |
|  | Chiefs              | Chiefs              | 30         | 43 |                      |                      |  |  | 22 juin - Auckland | 22 juin - Auckland |
|  | Chiefs              |                     |            | 43 |                      |                      |  |  | 22 juin - Auckland | 22 juin - Auckland |
|  | Queensland Reds     | 21                  |            |    |                      |                      |  |  | 22 juin - Auckland | 22 juin - Auckland |
|  | Queensland Reds     | 21                  | Blues      | 41 |                      |                      |  |  |                    |                    |
|  | 8 juin - Auckland   |                     | Blues      | 41 |                      |                      |  |  |                    |                    |
|  |                     | Chiefs              | 10         |    |                      |                      |  |  |                    |                    |
|  | Blues               | Chiefs              | 10         | 36 |                      |                      |  |  |                    |                    |
|  | Blues               | 14 juin - Auckland  |            | 36 |                      |                      |  |  |                    |                    |
|  | Fijian Drua         | 5                   |            |    |                      |                      |  |  |                    |                    |
|  | Fijian Drua         | 5                   | Blues      | 34 |                      |                      |  |  |                    |                    |
|  | 8 juin - Canberra   |                     | Blues      | 34 |                      |                      |  |  |                    |                    |
|  |                     | Brumbies            | 20         |    |                      |                      |  |  |                    |                    |
|  | Brumbies            | Brumbies            | 20         | 32 |                      |                      |  |  |                    |                    |
|  | Brumbies            |                     |            | 32 |                      |                      |  |  |                    |                    |
|  | Highlanders         | 16                  |            |    |                      |                      |  |  |                    |                    |
|  | Highlanders         | 16                  |            |    |                      |                      |  |  |                    |                    |

#### Quarts de finale
| 7 juin 2024 9 h 5 | Chiefs | 43 - 21 (31 - 0) | Queensland Reds | Waikato Stadium, Hamilton Arbitre : Ben O'Keeffe |
| 7 juin 2024 9 h 5 | Essai(s) : 6 Taukei'aho (6e, 15e), Narawa (10e), Nanai-Seturo (23e), Lienert-Brown (52e), Slater (en) (63e) Transformation(s) : 5 McKenzie (7e, 12e, 18e, 24e, 53e) Pénalité(s) : 1 McKenzie (40e) | Rapport          | Essai(s) : 3 McDermott (44e, 55e), Creighton (en) (74e) Transformation(s) : 3 Lynagh (45e), Creighton (55e, 75e) Carton(s) jaune(s) : 1 Paisami (62e) | Waikato Stadium, Hamilton Arbitre : Ben O'Keeffe |
| 7 juin 2024 9 h 5 | | Rapport          | | Waikato Stadium, Hamilton Arbitre : Ben O'Keeffe |

| 8 juin 2024 6 h 35 | Hurricanes | 47 - 20 (14 - 6) | Melbourne Rebels                                                                                              | Westpac Stadium, Wellington Arbitre : James Doleman (en) |
| 8 juin 2024 6 h 35 | Essai(s) : 7 Tosi (en) (25e), Moorby (40e), Iose (en) (44e), Aumua (54e), Flanders (en) (57e), Kirifi (72e), Naholo (en) (78e) Transformation(s) : 6 Cameron (26e, 40e+1, 45e, 55e, 58e, 73e) | Rapport          | Essai(s) : 2 Anderson (en) (66e, 68e) Transformation(s) : 2 Gordon (67e, 69e) Pénalité(s) : 2 Gordon (9e,28e) | Westpac Stadium, Wellington Arbitre : James Doleman (en) |
| 8 juin 2024 6 h 35 | | Rapport          | | Westpac Stadium, Wellington Arbitre : James Doleman (en) |

| 8 juin 2024 9 h 5 | Blues | 36 - 5 (22 - 0) | Fijian Drua                    | Eden Park, Auckland 18 201 spectateurs Arbitre : Nic Berry |
| 8 juin 2024 9 h 5 | Essai(s) : 5 Papali'i (9e), Christie (18e), Clarke (35e, 78e), Eklund (en) (64e) Transformation(s) : 4 Plummer (10e, 20e, 65e), Perofeta (79e) Pénalité(s) : 1 Plummer (23e) | Rapport         | Essai(s) : 1 Ravutaumada (43e) | Eden Park, Auckland 18 201 spectateurs Arbitre : Nic Berry |
| 8 juin 2024 9 h 5 | | Rapport         |                                | Eden Park, Auckland 18 201 spectateurs Arbitre : Nic Berry |

| 8 juin 2024 11 h 35 | Brumbies | 32 - 16 (17 - 16) | Highlanders                                                                                             | Canberra Stadium, Canberra 8 817 spectateurs Arbitre : Angus Gardner |
| 8 juin 2024 11 h 35 | Essai(s) : 4 Muirhead (en) (15e, 47e), Pollard (40e+1, 44e) Transformation(s) : 3 Lolesio (16e, 40e+2, 49e) Pénalité(s) : 2 Lolesio (32e, 64e) | Rapport           | Essai(s) : 1 Nareki (33e) Transformation(s) : 1 Millar (en) (35e) Pénalité(s) : 3 Millar (3e, 21e, 26e) | Canberra Stadium, Canberra 8 817 spectateurs Arbitre : Angus Gardner |
| 8 juin 2024 11 h 35 | | Rapport           | | Canberra Stadium, Canberra 8 817 spectateurs Arbitre : Angus Gardner |

#### Demi-finales
| 14 juin 2024 9 h 5 | Blues | 34 - 20 (27 - 13) | Brumbies | Eden Park, Auckland Arbitre : James Doleman (en) |
| 14 juin 2024 9 h 5 | Essai(s) : 5 Lam (en) (2e), Riccitelli (8e), Darry (en) (14e), Clarke (21e), Sotutu (59e) Transformation(s) : 3 Plummer (9e, 15e, 60e) Pénalité(s) : 1 Plummer (40e) | Rapport           | Essai(s) : 2 Valetini (36e), Reimer (en) (69e) Transformation(s) : 2 Lolesio (37e, 70e) Pénalité(s) : 2 Lolesio (6e, 12e) Carton(s) jaune(s) : 1 Frost (71e) | Eden Park, Auckland Arbitre : James Doleman (en) |
| 14 juin 2024 9 h 5 | | Rapport           | | Eden Park, Auckland Arbitre : James Doleman (en) |

| 15 juin 2024 6 h 35 | Hurricanes                                                                                           | 19 - 30 (7 - 17) | Chiefs | Wellington Regional Stadium, Wellington Arbitre : Angus Gardner |
| 15 juin 2024 6 h 35 | Essai(s) : 3 Lakai (en) (20e), Cameron (55e), Proctor (71e) Transformation(s) : 2 Cameron (22e, 55e) | Rapport          | Essai(s) : 3 Finau (3e), Ratima (en) (6e), Rona (en) (62e) Transformation(s) : 3 McKenzie (5e, 7e, 63e) Pénalité(s) : 3 McKenzie (15e, 46e, 65e) Carton(s) jaune(s) : 2 Finau (24e), Jacobson (49e) | Wellington Regional Stadium, Wellington Arbitre : Angus Gardner |
| 15 juin 2024 6 h 35 | | Rapport          | | Wellington Regional Stadium, Wellington Arbitre : Angus Gardner |

#### Finale
| 22 juin 2024 9 h 5 | Blues | 41 - 10 (20 - 3) | Chiefs | Eden Park, Auckland 44 035 spectateurs Arbitre : Nic Berry |
| 22 juin 2024 9 h 5 | Essai(s) : 5 A. Ioane (12e), Clarke (22e, 51e, 62e), Lam (en) (73e) Transformation(s) : 5 Plummer (13e, 22e, 52e, 63e, 74e) Pénalité(s) : 2 Plummer (16e, 40e) | Rapport          | Essai(s) : 1 Parker (en) (66e) Transformation(s) : 1 McKenzie (67e) Pénalité(s) : 1 McKenzie (19e) Carton(s) jaune(s) : 1 Dyer (50e) | Eden Park, Auckland 44 035 spectateurs Arbitre : Nic Berry |
| 22 juin 2024 9 h 5 | | Rapport          | | Eden Park, Auckland 44 035 spectateurs Arbitre : Nic Berry |

Résumé : La finale met aux prises les deux derniers finalistes des éditions 2022 et 2023, respectivement les Blues et les Chiefs, tous deux battus par les Crusaders ces années-là.
Dans leur stade, les Blues maîtrisent la première période en marquant deux essais par l'intermédiaire d'Akira Ioane et de Caleb Clarke, transformés par Harry Plummer, auxquels viennent s'ajouter deux pénalités de Plummer pour ces derniers, tandis que les Chiefs n'ont inscrit que trois points grâce à Damian McKenzie sur pénalité. Le score est alors de 20 à 3 à la mi-temps pour les locaux. La deuxième mi-temps est également à sens unique, les Blues inscrivent trois nouveaux essais, dont deux autres de Clarke qui s'offre un triplé et un dernier d'AJ Lam (en), tous transformés par Plummer. Les Chiefs marquent seulement un essai par Simon Parker (en) et le score final est de 41 à 10 pour les Blues,.
La franchise d'Auckland, entraînée par Vern Cotter, remporte son premier Super Rugby depuis 2003, soit vingt-et-un ans d'attente, et le quatrième de leur histoire,.
| · Titulaires · 15 Stephen Perofeta · 14 Mark Telea · 13 Rieko Ioane · 12 AJ Lam (en) 73e · 11 Caleb Clarke 22e 51e 62e · 10 Harry Plummer · 90 Finlay Christie · 80 Hoskins Sotutu · 70 Dalton Papali'i · 60 Akira Ioane 12e · 50 Sam Darry (en) · 40 Patrick Tuipulotu · 30 Marcel Renata (en) · 20 Ricky Riccitelli · 10 Ofa Tu'ungafasi · Remplaçants · 16 Kurt Eklund (en) · 17 Josh Fusitua (en) · 18 Angus Ta'avao · 19 Josh Beehre (en) · 20 Adrian Choat (en) · 21 Taufa Funaki (en) · 22 Bryce Heem · 23 Cole Forbes (en) · Entraîneur · Vern Cotter |  | · Titulaires · Shaun Stevenson 15 · Emoni Narawa 14 · Anton Lienert-Brown 13 · Rameka Poihipi (en) 12 · Etene Nanai-Seturo 11 · Damian McKenzie 10 · Cortez Ratima (en) 09 · Wallace Sititi 08 · Luke Jacobson 07 · Samipeni Finau 06 · Tupou Vaa'i 05 · Jimmy Tupou (en) 04 · 50e à 60e George Dyer 03 · Samisoni Taukei'aho 02 · Aidan Ross 01 · Remplaçants · Mills Sanerivi (en) 16 · Jared Proffit (en) 17 · Reuben O'Neill (en) 18 · Manaaki Selby-Rickit (en) 19 · 66e Simon Parker (en) 20 · Xavier Roe (en) 21 · Quinn Tupaea 22 · Daniel Rona (en) 23 · Entraîneur · Clayton McMillan (en) |

## Statistiques et récompenses
Les statistiques incluent la phase finale.

### Meilleurs réalisateurs
Le demi d'ouverture des Chiefs, Damian McKenzie, termine meilleur réalisateur de la compétition avec 177 points inscrits, dont deux essais, vingt-trois pénalités et quarante-neuf transformations.
| Rang | Joueur                       | Club             | Points |
| ---- | ---------------------------- | ---------------- | ------ |
| 1    | Damian McKenzie              | Chiefs           | 177    |
| 2    | Noah Lolesio                 | Brumbies         | 150    |
| 3    | Ben Donaldson                | Western Force    | 111    |
| 4    | Harry Plummer                | Blues            | 110    |
| 5    | Isaiah Armstrong-Ravula (en) | Fijian Drua      | 106    |
| -    | Brett Cameron                | Hurricanes       | 106    |
| 7    | Carter Gordon                | Melbourne Rebels | 96     |
| 8    | Tane Edmed (en)              | Waratahs         | 91     |
| 9    | Sam Gilbert (en)             | Highlanders      | 78     |
| -    | William Havili               | Moana Pasifika   | 78     |

### Meilleurs marqueurs
L'ailier des Crusaders, Sevu Reece, et le troisième ligne centre des Blues, Hoskins Sotutu, terminent meilleur marqueur de la compétition avec douze essais inscrits chacun.
| Rang | Joueur                             | Club            | Essais |
| ---- | ---------------------------------- | --------------- | ------ |
| 1    | Sevu Reece                         | Crusaders       | 12     |
| -    | Hoskins Sotutu                     | Blues           | 12     |
| 3    | Caleb Clarke                       | Blues           | 10     |
| -    | Emoni Narawa                       | Chiefs          | 10     |
| -    | Tom Wright                         | Brumbies        | 10     |
| 6    | Cortez Ratima (en)                 | Chiefs          | 9      |
| -    | Tim Ryan (en)                      | Queensland Reds | 9      |
| -    | Mark Telea                         | Blues           | 9      |
| 9    | Matt Faessler                      | Queensland Reds | 8      |
| -    | Jacob Ratumaitavuki-Kneepkens (en) | Highlanders     | 8      |
| -    | Salesi Rayasi                      | Hurricanes      | 8      |
| -    | Corey Toole (en)                   | Brumbies        | 8      |

### Meilleur joueur de la saison
Le troisième ligne centre des Blues, Hoskins Sotutu, qui a notamment terminé co-meilleur marqueur d'essais et champion, est élu meilleur joueur de la saison.